# Opilio grasshoffi
Opilio grasshoffi is een hooiwagen uit de familie echte hooiwagens (Phalangiidae).